# Llista de cançons del Guitar Hero
Repertori complet de la banda sonora que inclou el videojoc musical Guitar Hero. Desenvolupat per Harmonix, va sortir a la venda l'any 2005 exclusivament per la consola PlayStation 2. El videojoc es caracteritza per incloure un controlador en forma de guitarra que reprodueix una Gibson SG, i que permet substituir el controlador convencional per tocar les cançons simulant un guitarrista verdader.

## Repertori principal
El principal mode de joc és el mode carrera (individual), on el jugador ha de superar diversos escenaris ficticis, els quals estan formats per una llista de cinc cançons d'una dificultat semblant. Disposa de quatre nivells de dificultat (fàcil, mig, difícil i expert) que es reflecteixen en el nombre de botons de trast a tocar i en el nombre de notes que s'han de tocar. Aquest mode conté una llista de 30 cançons dividides en sis etapes o escenaris. Un cop completada la llista d'un escenari, es desbloqueja el següent i així fins a acabar l'últim escenari.
Totes les cançons són reedicions especials de versions originals de manera que les cançons s'acrediten amb "as made famous by" ("famosa per"). Per exemple: "Iron Man' as made famous by Black Sabbath". Totes les reedicions van anar a càrrec de WaveGroup Sound. Posteriorment, WaveGroup va llançar una selecció d'aquestes versions en un servei de descàrregues digitals de pagament amb el títol "The Guitar Hero Recordings".
| Any  | Títol                          | Artista                       | Escenari               |
| ---- | ------------------------------ | ----------------------------- | ---------------------- |
| 1980 | "Ace of Spades"                | Motörhead                     | 5. Fret-Burners        |
| 1983 | "Bark at the Moon"             | Ozzy Osbourne                 | 6. Face Melters        |
| 2002 | "Cochise"                      | Audioslave                    | 4. Return of the Shred |
| 1990 | "Cowboys from Hell"            | Pantera                       | 6. Face Melters        |
| 1968 | "Crossroads"                   | Cream                         | 5. Fret-Burners        |
| 2001 | "Fat Lip"                      | Sum 41                        | 4. Return of the Shred |
| 1973 | "Frankenstein"                 | The Edgar Winter Group        | 6. Face Melters        |
| 1977 | "Godzilla"                     | Blue Öyster Cult              | 6. Face Melters        |
| 2004 | "Hey You"                      | The Exies                     | 3. Thrash and Burn     |
| 1989 | "Higher Ground"                | Red Hot Chili Peppers         | 5. Fret-Burners        |
| 1975 | "I Love Rock and Roll"         | Joan Jett and the Blackhearts | 1. Opening Licks       |
| 1978 | "I Wanna Be Sedated"           | The Ramones                   | 1. Opening Licks       |
| 1994 | "Infected"                     | Bad Religion                  | 1. Opening Licks       |
| 1970 | "Iron Man"                     | Black Sabbath                 | 2. Axe-Grinders        |
| 1974 | "Killer Queen"                 | Queen                         | 3. Thrash and Burn     |
| 2004 | "Heart Full of Black"          | Burning Brides                | 3. Thrash and Burn     |
| 1976 | "More Than a Feeling"          | Boston                        | 2. Axe-Grinders        |
| 2002 | "No One Knows"                 | Queens of the Stone Age       | 5. Fret-Burners        |
| 1983 | "Sharp Dressed Man"            | ZZ Top                        | 2. Axe-Grinders        |
| 1972 | "Smoke on the Water"           | Deep Purple                   | 1. Opening Licks       |
| 1967 | "Spanish Castle Magic"         | Jimi Hendrix                  | 5. Fret-Burners        |
| 2000 | "Stellar"                      | Incubus                       | 3. Thrash and Burn     |
| 1992 | "Symphony of Destruction"      | Megadeth                      | 3. Thrash and Burn     |
| 2002 | "Take It Off"                  | The Donnas                    | 4. Return of the Shred |
| 2004 | "Take Me Out"                  | Franz Ferdinand               | 2. Axe-Grinders        |
| 1983 | "Texas Flood"                  | Stevie Ray Vaughan            | 6. Face Melters        |
| 1992 | "Thunder Kiss '65"             | White Zombie                  | 1. Opening Licks       |
| 1992 | "Unsung"                       | Helmet                        | 4. Return of the Shred |
| 1982 | "You Got Another Thing Comin'" | Judas Priest1                 | 2. Axe-Grinders        |
| 1972 | "Ziggy Stardust"               | David Bowie                   | 4. Return of the Shred |

## Cançons de bonificació
El Guitar Hero disposa 17 cançons de bonificació, que han de ser comprades a la botiga virtual del joc amb els diners aconseguits en el mode carrera. Un cop comprades, estan disponibles en qualsevol dels nivells de dificultat i dels modes de joc. Aquestes cançons són gravacions originals pels mateixos grups independents. La cançó "Cheat on the Church" de GaveyardBBQ va ser seleccionada en el concurs organitzat per Harmonix ("Be a Guitar Hero") on la guanyadora podia incloure la cançó al joc.
| Any  | Títol                     | Artista                                         |
| ---- | ------------------------- | ----------------------------------------------- |
| 2005 | "All of This"             | Shaimus                                         |
| 2005 | "Behind the Mask"         | Anarchy Club                                    |
| 2005 | "The Breaking Wheel"      | Artillery2                                      |
| 2005 | "Callout"                 | The Acro-brats                                  |
| 2005 | "Caveman Rejoice"         | The Bags                                        |
| 2005 | "Cheat on the Church"     | Graveyard BBQ                                   |
| 2005 | "Decontrol"               | Drist                                           |
| 2000 | "Eureka, I've Found Love" | The Upper Crust                                 |
| 2005 | "Even Rats"               | The Slip                                        |
| 2005 | "Farewell Myth"           | Made in Mexico                                  |
| 2005 | "Fire It Up"              | Black Label Society                             |
| 2005 | "Fly on the Wall"         | Din                                             |
| 2001 | "Get Ready 2 Rokk"        | Freezepop                                       |
| 2005 | "Guitar Hero"             | Monkey Steals the Peach                         |
| 2004 | "Hey"                     | Honest Bob and the Factory-to-Dealer Incentives |
| 2005 | "Sail Your Ship By"       | Count Zero                                      |
| 2005 | "Story of My Love"        | The Model Sons                                  |

## Altres cançons
El joc inclou dues cançons més però només poden ser desbloquejades mitjançant dispositius per fer trampes a la PlayStation 2, com ara GameShark, Code Breaker o Action Replay.
- "Graveyard Shift". Artista desconegut.
- "Trippolette". Per Andrew Buch, un compositor del Berklee College of Music que va treballar amb l'equip de Harmonix.[7]